# L'Homme noir (Forneret)
Pour les articles homonymes, voir L'Homme noir (homonymie).
L'Homme noir est un drame de Xavier Forneret en cinq actes, comportant respectivement dix, treize, onze, sept et six scènes, publié à compte d'auteur en 1835 et interprété pour la première fois le 10 mars 1837 au théâtre de Dijon.
L'auteur avait soigné l'annonce de sa pièce de manière originale, mais le scandale public — ou les railleries du parterre — furent tels que la représentation ne dépassa pas le début du troisième acte. Cet événement marqua durablement Xavier Forneret, qui adopta désormais le surnom de « l'Homme noir, blanc de visage ». C'est ainsi qu'il signe le recueil d'aphorismes intitulé Sans titre, dès l'année suivante.

## Personnages
- Le baron de Rimbo, dit l'Homme noir,
- Bénita de Rimbo, son épouse,
- Guitta, leur fille adoptive,
- Arthur de Rimbo, leur fils,
- Théodore Maker, ami d'Arthur,
- Bénini, marquis de Rudjio,
- Julia, son épouse,
- La comtesse de Durass,
- Valentine, sa femme de chambre,
- L'abbé Borel,
- Le vicomte d'Arbol,
- Le marquis du Vignal,
- Frank, intendant du château de Rimbo,
- Un sous-intendant,
- Pierre Leparisien, vagabond et assassin,
- Marthe, garde-malade,
- Figurants : Personnes invitées au bal, foule de rustres, hommes et femmes, domestiques.

Les quatre premiers actes se déroulent en Dauphiné, le dernier à Paris vers la fin du XVIIIe siècle.

## Résumé

### 1eracte:Première Heure
Bénita, veuve du baron de Rimbo, fait de la broderie avec Guitta, sa fille adoptive. Leur conversation et le chiffre brodé par la jeune fille font comprendre que les deux femmes sont amoureuses du même homme, le marquis de Rudjio, un Italien de Milan que l’on nomme Bénini. 
Cette découverte affole Bénita. Arthur, le fils de la maison, mélancolique et maladif, a déjà pris conscience de cette situation. Il en fait part à son ami Théodore, un jeune médecin.
Bénita se montre également inquiète des relations qu’entretient Bénini avec une femme du monde, brillante et fêtée, la comtesse de Durass. Elle se confie à Franck, l’intendant du château, qui cède à sa requête pour lui fournir du poison. L’abbé Borel le suit. Elle reconnaît devant lui la jalousie qu’elle éprouve, et déclare se rendre chez la comtesse. L’abbé, secrètement amoureux d’elle, se désole de ces choix.

### Acte II:Deuxième Heure
Dans son salon, madame de Durass reçoit des invités qui se disputent ses faveurs. Elle montre un certain penchant pour le marquis de Rudjio. Bénini, de son côté, sent son cœur partagé entre trois femmes : la comtesse de Durass, qui représente un avenir possible — la baronne de Rimbo, qui l’accable pour le présent — et le souvenir de son épouse Julia, laissée en Italie et qu’il soupçonnait d’adultère.
Les invités parlent de politique, de la possibilité d’une révolution. Autour du château, des paysans se sont assemblés. Ils réclament la mort de l’Homme noir, un étrange personnage qui rôde dans le pays et effraie la population. 
Bénita retrouve Bénini. Leur querelle d’amants est encore envenimée lorsque la comtesse de Durass les rejoint. La présence des invités interrompt leur éclat. Pour distraire l’assemblée, la comtesse fait le récit d’une étrange aventure italienne, qui n’est autre que l’abandon par Bénini de son épouse Julia et de leur fille – dont les derniers mots, en particulier, sont chargés de mystère : « Non… plus… jamais… »
En l’écoutant, Bénini songe à son enfant et Bénita reconnaît sa fille adoptive, Guitta. Leur trouble augmente lorsque la comtesse de Durass annonce que Julia est présente au château. À la demande générale, elle rejoint les invités au salon, et se jette aux pieds de Bénini. Celui-ci a une réaction affolée : « Non… plus… jamais… »
Julia tombe évanouie. Un orchestre attaque la musique pour le bal, dans la coulisse. Au même instant, la rumeur de la foule augmente autour du château. Soudain, l’Homme noir entre, portant un masque et un panache noir sur la tête, traverse le salon comme s’il était poursuivi et sort devant l’assemblée terrorisée. Bénita s’écrie, regardant Bénini : « C’est Satan qui traverse l’Enfer ! »

### Acte III:Lendemain
Au château de Rimbo, Franck annonce à son sous-intendant la venue de l’Homme noir, qu’il a rencontré la veille, dans des circonstances fantastiques et terrifiantes. L’Homme noir le rejoint et s’adresse à lui en maître pour pouvoir assister aux entretiens des châtelains depuis une terrasse. Resté seul, retirant son masque, le baron de Rimbo revient sur les années qu’il a vécues en tant qu’Homme noir. Il souhaite retrouver ses enfants et reconquérir son épouse Bénita.
Théodore et l’abbé Borel reviennent sur les événements de la nuit précédente : Arthur s’en est pris au marquis de Rudjio, les paysans se sont lancés à la poursuite de l’Homme noir et Julia a disparu.
L’abbé annonce son départ à Bénita. Toute préoccupée de la venue de Bénini, celle-ci le laisse partir avec froideur. Autour du château, pendant que les paysans réclament la mort de l’Homme noir, Bénini confie son poignard à Bénita. Celle-ci fait appel à un ancien bagnard et vagabond, Pierre Leparisien, pour qu’il tue l’Homme noir avec le poignard du marquis.
Cédant aux supplications d’Arthur, Bénini accepte de quitter le Dauphiné avec la comtesse de Durass. Le jeune homme, très ébranlé, s’inquiète pour Julia, l’épouse mystérieusement disparue, et pour sa demi-sœur Guitta. Celle-ci le rejoint et lui confirme combien son amour pour Bénini est inébranlable.
L’Homme noir se présente devant eux, et révèle qu’il est leur père. Julia le suit, depuis la terrasse, en reconnaissant Guitta comme sa fille. Tous quatre s’embrassent.

### Acte IV:Surlendemain

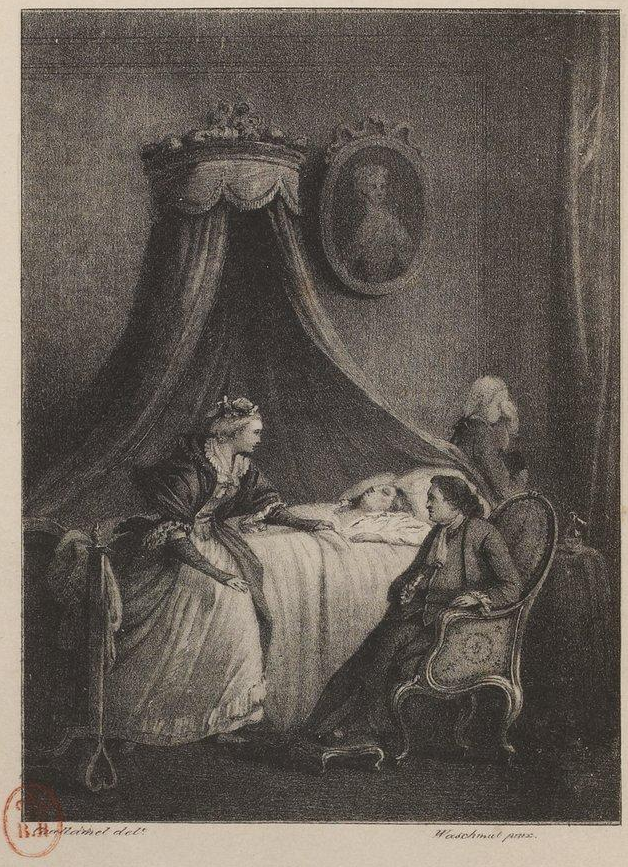
Gravure de l'édition originale par Kaeppelin, évoquant le dernier acte de L'Homme noir.

Le baron de Rimbo abandonne son masque d’Homme noir devant Bénita, qui se montre terrifiée mais toujours pleine d’animosité envers lui. Au comble de l’affolement, elle rappelle Pierre Leparisien pour qu’il ne tue personne. Cependant, les paysans lui ont également confié pour mission de poignarder l’Homme noir. 
En coulisses, Guitta se tue par désespoir. Julia se jette sur elle. Dans son costume noir, le baron de Rimbo entre en scène. Pierre Leparisien surgit soudain et le tue à coups de poignard. La foule qui se précipite dans le salon découvre avec effroi l’identité de l’Homme noir. Arthur vient secourir son père, en vain. On entend un bruit de voiture qui roule : le marquis de Rudjio a pris la route de Paris avec la comtesse de Durass. Bénita s’effondre en l’apprenant. Dans un dernier soupir, le baron de Rimbo la maudit.

### Acte V:Trois mois se sont écoulés
Dans une chambre de malade, à Paris, Arthur est mourant. Il est veillé par Frank et Marthe, une garde-malade. Au-dessus de l’appartement, on entend de la musique et des éclats de rire pendant qu’Arthur agonise.
Bénini vient à son chevet. Il s’est lassé de la comtesse de Durass, qui le rejoint pour le conduire au bal. Théodore prodigue encore des soins à Arthur, mais comprend que son ami va mourir bientôt. Julia le suit, appelant Arthur son fils. Très faible, elle tombe au pied du lit et meurt. Arthur rend son dernier soupir.
Bénita se précipite dans la chambre, suivie de l’abbé Borel. Pressant la main d’Arthur, glacée dans la mort, elle s’empoisonne auprès de lui. La rumeur de la rue parvient jusque dans l’appartement, avec un roulement de tambour et une voix qui annonce l’exécution de Pierre Leparisien, condamné à mort pour le meurtre du baron de Rimbo, dit l’Homme noir.

## Création
La création de L'Homme noir au théâtre de Dijon, le 10 mars 1837, représente le seul véritable coup d'éclat dans la carrière de Xavier Forneret. Selon Eldon Kaye, celui-ci « ne s’était épargné aucune dépense pour attirer les dijonnais. Cinq jours avant la représentation, il fit apposer sur les colonnes du péristyle du théâtre deux lugubres affiches en forme de drap mortuaire, en conformité avec l’esprit « fatal » de la pièce. La veille, un homme revêtu d’affiches monstres fut recruté pour parcourir les rues de la paisible ville et annoncer le titre au bruit d’une cloche ».
Charles Monselet surenchérit sur les indications des journaux de l’époque en ajoutant « des hallebardiers, des hérauts en costume du moyen âge se promenant par les rues, agitant des bannières où s’étalait le titre de la pièce ». Francis Dumont ajoute encore « une longue procession de figurants » et Paul Guilly, s’inspirant de ces deux dernières sources, écrit que ce fut l’auteur lui-même qui « se mit à la tête d’une troupe de hallebardiers et de hérauts moyenâgeux ». Eldon Kaye note qu’« aucun de ces traits pittoresques n’est confirmé par les journaux d’alors pour l’annonce de l’Homme noir », mais « déjà la légende entourait son nom ».
La publicité allait assurer à l’auteur « une recette à défaut d’un succès. En effet, les dijonnais affluèrent car le spectacle promettait d’être piquant ». Eldon Kaye décrit la salle, « le parterre rempli de jeunes badauds venus exprès pour siffler ; les dignes bourgeois qui ne se doutaient guère de l’orage qui se préparait ; peut-être aussi quelques timides partisans du romantisme ».
Dès le premier acte, « devant les mots bizarres, les comparaisons hardies, les expressions outrées, devant ce qu’on prit alors pour une parodie de la nouvelle école, un murmure d’impatience se fit entendre. L’impatience céda à l’insatisfaction, l’insatisfaction à l’hostilité et enfin à un ferme refus d’écouter les acteurs. Il se fit un effroyable vacarme de mauvais plaisants qui sifflaient, qui agitaient des crécelles, qui jouaient sur des flageolets. Le rideau tomba sur le premier acte « et M. Forneret rit dans les coulisses ». L’hilarité générale s’accrut au deuxième acte. Un personnage du drame annonça qu’il allait partir, quelqu’un s’avisa d’accompagner sa sortie sur le flageolet. Un homme se leva — c’était M. le Commissaire de Police —, qui gravement annonça au parterre qu’il lui permettait de rire. Puis il harangua le public. Le tumulte fut à son comble. Au troisième acte, on n’entendait plus rien et le directeur, excédé par le brouhaha, ne vit qu’un moyen d’y mettre un terme : hisser le lustre, au milieu de cris et de vociférations et laisser ainsi les spectateurs dans une nuit profonde. Il n’était que neuf heures. Tout le monde se retira, y compris l’auteur qui, sans doute, se sauva de son mieux pour éviter les mécontents qui demandaient à être remboursés ».
Les jours suivants, la presse rend compte de cette soirée, en « traînant l’auteur et la pièce dans la boue ». Le Journal politique et littéraire de la Côte-d’Or s’en prend également à la direction du théâtre, qui « se moque du public au point d’accepter et de faire jouer de pareilles pièces. Il ne suffit pas de remplir sa caisse par tous les moyens que peut inventer le charlatanisme, comme de faire parcourir les rues par un mannequin revêtu d’affiches monstres, et d’exploiter à son profit un nom qui ne fait du bruit qu’à l’aide d’une cloche ». Le Spectateur attaque encore le style novateur de l’auteur, et le Journal d’Annonces ajoute qu’il est à regretter que l’auteur soit Bourguignon.
Comparant L’Homme noir de Forneret à Hernani de Victor Hugo, créé sept ans plus tôt, Eldon Kaye détermine les raisons de l’échec du premier et de la réussite du second : « La bataille d’Hernani fut livrée, et gagnée en large partie grâce à toute une armée de talents de second ordre. Ce furent eux qui s’enrôlèrent sous la bannière du chef, qui en subirent la direction tout en exagérant souvent les doctrines et la manière. À Dijon, les choses se passèrent autrement. Les tentatives de Forneret d’imposer ses pièces n’aboutirent pas, Forneret n’eut pas de jeunes gens enthousiastes autour de lui, et il n’existait aucun groupement littéraire favorable à la nouvelle école ». 
La raison principale de l'échec et du scandale tient donc au fait qu'« il luttait seul ; pas un ami, pas un soutien, pas un critique compréhensif, même pas une femme qui l’eût consolé de son échec ou encouragé par son amour ! » François Dominique estime que « l'auteur de ce drame frénétique a lui-même préparé l'immense chahut dont il sera, et pour longtemps, à la fois le héros et la victime ». 

## Postérité
L'expérience de cette création houleuse porte Xavier Forneret à noter l'aphorisme « Les Arts tremblent en Province ; ils vont se rassurer à Paris. — » dans le recueil qu'il publie l'année suivante, à Paris justement, sous le titre Sans titre, par un homme noir blanc de visage. Le surnom du héros de ce drame est devenu celui de son auteur, sa signature, « le symbole de son inquiétude morale, de son désir de compréhension, de son rêve de se créer un rôle ultra-romanesque, enfin et surtout de sa soif d'amour que la vie semble lui dénier ».

### Édition moderne
- Xavier Forneret, Écrits complets : Volume I (1834-1876) – Théâtre, poésie, musique, Dijon, Les Presses du réel, 2013, 976 p. (ISBN 978-2-84066-487-1), édition établie par Bernadette Blandin
- Xavier Forneret, Écrits complets : Volume II (1836-1880) – Aphorismes, contes et récits, roman, vie quotidienne, Dijon, Les Presses du réel, 2013, 800 p. (ISBN 978-2-84066-488-8)

### Critique et analyse
- Charles Monselet, Le Roman d’un provincial, Paris, Le Figaro, 26 juillet 1859 (lire en ligne), p. 5-6
- Willy-Paul Romain, Xavier Forneret, visionnaire incertain, avant-propos pour les Œuvres, Paris, Arcanes, coll. « Humour noir », 1952, p. 4-15
- Eldon Kaye, Xavier Forneret dit « l’homme noir » (thèse, Besançon, 1958), Genève, Droz, coll. « Histoire des idées et critique littéraire », 1971, 306 p.
- Tristan Maya, X. F. humoriste noir blanc de visage, Saint-Seine-L’Abbaye, Éditions de Saint-Seine-l’Abbaye, Jean-Paul Michaut, 1984, 200 p. (ISBN 2-86701-045-4)
- François Dominique, Forneret l'intempestif, avant-propos pour les Écrits complets, tome I, Dijon, Les Presses du Réel, 2013, 947 p. (ISBN 978-2-84066-487-1), p. 5-11
- Jacques-Rémi Dahan, L'Homme noir et ses livres : Réflexions sur la production librariale de Xavier Forneret, en marge des Écrits complets, tome II, Dijon, Les Presses du Réel, 2013, 795 p. (ISBN 978-2-84066-488-8), p. 769-785